# Pleione (orquídia)
Pleione és un gènere d'orquídies de mida petita que predominantment són plantes terrestres, però algunes espècies són epífits o litòfits. El gènere rep el nom de la mitològica Pleione, mare de les Plèiades en la mitologia grega. Aquest gènere consta d'unes 20 espècies. El gènere Diploconchium Schauer generalment s'hi inclou. El gènere Pleione s'abreuja com Pln en revistes comercials de jardineria.
Està distribuït en muntanyes i turons de l'Himàlaia, l'Índia, Myanmar, Tailàndia, Laos, Vietnam, i Xina i estan ben adaptades a les temperatures fredes i les gelades. Tanmateix, unes poques espècies prefereixen temperatures càlides. Creixen en hàbitats ben drenats i en roques cobertes de molsa a altituds entre 600 i 4.200 m.
L'hàbit simpoidal de creixement de les espècies terrestres del gènere Pleione és inusual. Tenen pseudobulbs, una o dues fulles d'una llargada de 15-30 cm. Aquestes cauen abans de l'hivern. El pseudobulb entra en dormició fins que se'n desenvolupa un altre. Aquest produeix noves arrels i un pedicel curt. Aquest pseudobulb roman actiu fins al final de la florida; aleshores tot el cicle torna a començar.
La gran i vistosa flor originada dels nous brots es forma a la base del pseudobulb. Les flors són de rosades a porpres, blanques o grogues, mentre que el llavi de la flor (label) sovint és pàl·lid o blanc.
Estan estretament relacionades amb el gènere Coelogyne i abans es considerava que en formaven part.
Cultivades, creixen fàcilment; són fàcils de propagar i són orquídies molt populars, amb híbrids.

## Taxonomia
- Pleione albiflora (Xina - W. Yunnan to N. Burma).
- Pleione aurita (Xina - W. Yunnan).
- Pleione braemii (Xina - Yunnan).
- Pleione bulbocodioides (C. Xina a SE. Tibet)
- Pleione chunii (S. Xina).
- Pleione coronaria (C. Nepal).
- Pleione formosana : Taiwan Pleione (SE. Xina, N. & C. Taiwan).
- Pleione forrestii (Xina - NW. Yunnan)- to N. Burma).
- Pleione grandiflora (Xina (- S. Yunnan to NW. Vietnam).
- Pleione hookeriana (Nepal to Xina - SE. Yunnan to N. Guangdong- a Indo-China)
- Pleione humilis (C. Himalaya to Burma).
- Pleione limprichtii : Hardy Chinese Orchid (Xina - C. Sichuan).
- Pleione maculata (C. Himalaya a la Xina - W. Yunnan).
- Pleione microphylla (Xina - Guangdong).
- Pleione pleionoides (C. Xina).
- Pleione praecox (WC. Himalaya to Xina - S. Yunnan). (type species)
- Pleione saxicola (E. Bhutan a la Xina - NW. Yunnan).
- Pleione scopulorum (India - NE. Arunachal Pradesh to Xina - NW. Yunnan).
- Pleione vietnamensis (SC. Vietnam).
- Pleione yunnanensis (SC. Xina ao N. Burma).

S'ha suggerit que P. bulbocodioides, P. limprichtii i P. pleionoides podrien ser la mateixa espècies.
Actualment hi ha dues seccions en el gènere Pleione:
- secció Pleione (inclou les espècies que floreixen a la tardor): P. x lagenaria, P. maculata, P. praecox, i P. saxicola.
- secció Humiles (inclou les espècies que floreixen a la primavera): P. albiflora, P. bulbocodioides, P. chunii, P. x confusa, P. coronaria, P. formosana, P. forrestii, ¨P. grandiflora, P. hookeriana, P. praecox, P. x kohlsii, P. limprichtii, P. pleionoides, P. scopulorum, P. yunnanensis.

## Híbrids naturals
- Pleione × barbarae (P. bulbocodioides × P. grandiflora) (Xina - SE. Yunnan to N. Vietnam).
- Pleione × christianii (P. yunnanensis × P. forrestii) (Xina - W. Yunnan).
- Pleione × confusa (P. albiflora × P. forrestii) (Xina - W. Yunnan).
- Pleione × kohlsii (P. aurita × P. forrestii) (Xina - W. Yunnan).
- Pleione × lagenaria (P. maculata × P. praecox).(Assam to Xina - W. Yunnan).
- Pleione × taliensis (P. bulbocodioides × P. yunnanensis) (Xina - W. Yunnan).